# Yasuhiko Okudera
Yasuhiko Okudera (født 12. marts 1952) er en japansk fodboldspiller.

## Japans fodboldlandshold
| Japans landshold | Japans landshold | Japans landshold |
| År               | Kmp              | Mål              |
| ---------------- | ---------------- | ---------------- |
| 1972             | 6                | 1                |
| 1973             | 0                | 0                |
| 1974             | 0                | 0                |
| 1975             | 5                | 0                |
| 1976             | 8                | 7                |
| 1977             | 4                | 0                |
| 1978             | 0                | 0                |
| 1979             | 0                | 0                |
| 1980             | 0                | 0                |
| 1981             | 0                | 0                |
| 1982             | 0                | 0                |
| 1983             | 0                | 0                |
| 1984             | 0                | 0                |
| 1985             | 0                | 0                |
| 1986             | 4                | 0                |
| 1987             | 5                | 1                |
| Total            | 32               | 9                |